# Deming-Preis
Der Deming-Preis ist eine durch eine japanische Vereinigung seit 1950 vergebene Auszeichnung für besondere Leistungen im Bereich des Qualitätsmanagements.

## Geschichte und Konzeption
Unter der Bezeichnung Deming-Preis werden seit Juli 1950 durch die Union of Japanese Scientists and Engineers (JUSE) jährlich Auszeichnungen an Unternehmen und Personen verliehen, welche herausragende Leistungen im Bereich des Total-Quality-Managements erbrachten. Während anfänglich nur japanische Unternehmen den Preis verliehen bekamen, wurde der Preis 1984 auch für Unternehmen in Übersee geöffnet.
Es gibt keine vorgegebene Anzahl möglicher Preisgewinner, sondern die Auszeichnung wird an alle Nominierten verliehen, die mindestens eine bestimmte Punktzahl in den von der Jury berücksichtigten Kategorien erreichen. Bewerber für den Preis, die die Ansprüche noch nicht erfüllen, haben im Laufe von drei Jahren noch zweimalig die Möglichkeit, die erforderliche Punktzahl im Rahmen einer „fortgeführten Beobachtung“ durch die JUSE zu erreichen.
Die Preisverleihung wurde zu Ehren ihres Namensgebers William Edwards Deming installiert, der 1950 in Japan vielbeachtete Seminare zum Thema Qualitätsmanagement gehalten und damit Anstoß zu vielfältigen Verbesserungen in diesem Bereich gegeben hatte.

## Preisträger (Auswahl)

### Deming Application Prize
- 1951: Showa Denko, Yawata Iron & Steel
- 1953: Kawasaki Steel, Shin-Etsu Chemical
- 1955: Asahi Glass, Hitachi
- 1956: Fuji Photo Film, Konishiroku Photo Industry
- 1962: Sumitomo Electric Industries
- 1968: Bridgestone
- 1971: Hino Motors
- 1975: Ricoh
- 1976: Sankyo Seiki Manufacturing, Pentel
- 1977: Ishikawajima-Harima Heavy Industries
- 1980: Komatsu Forklift, Fuji Xerox
- 1982: Yokogawa Electric
- 1984: The Kansai Electric Power Co.
- 1985: Texas Instruments Japan
- 1989: Toto
- 1993: NTT Data
- 1996: Konica
- 2000: Sanden Corporation
- 2008: Tata Steel

### Deming Prize For Individuals
- 1952: Ishikawa Kaoru
- 1960: Taguchi Gen’ichi
- 1978: Yōji Akao
- 1980: Shōichirō Toyoda

### Quality Control Award For Operations Business Units
- 1973: Mitsubishi Heavy Industries
- 1981: Matsushita Electric Works
- 1983: Fuji Electric Co.
- 1988: Suntory
- 1989: Kobe Steel
- 1992: Nissan Motor Company
- 2007: Reliance Industries

### Japan Quality Medal
- 1970: Toyota Motors
- 1973: Nippon Electric Co.
- 1975: Nippon Steel
- 1977: Aisin Seiki
- 1981: Komatsu
- 1997: Philips Taiwan
- 2002: Sanden Corporation
- 2007: Mahindra & Mahindra